# Harlan Cage
Harlan Cage – amerykański zespół rockowy, założony w 1994 roku przez Larry'ego Greene'a i Rogera Scotta Craig'a.

## Historia

### Soundtrack doTop Gun
Larry Greene przed 1986 śpiewał w zespole Fortune. Jego wokal został zauważony przez Harolda Faltermeyera, który zaprosił go do zaśpiewania  utworu „Through The Fire”, umieszczonego na soundtracku do filmu „Top Gun”.
Po sukcesie jaki odniósł film, Larry Greene wycofał się z branży muzycznej, lecz w roku 1994 postanowił powrócić do regularnego grania, a pomysły nagromadzone przez niego w tym okresie pozwoliły mu przystąpić do wydania nowego albumu.
Greene swoją twórczością był mocno osadzony w latach 80., a przez ten czas w muzyce rockowej doszło do wielu zmian, m.in. powstał i upadł grunge, narodziły się gatunki takie jak nu-metal, industrial, trash czy też black metal, który wyparł wcześniejszą popularność death metalu.

### Początki grupy
W tym czasie w Niemczech zaczęła działać mała niezależna wytwórnia MTM, która za cel postawiła sobie skupić zespoły, które cieszyły się popularnością w poprzedniej dekadzie. W ten sposób MTM nawiązała współpracę z Greene'em, który postanowił założyć zespół ze swoim dawnym kolegą z Fortune – Rogerem Scottem Craigiem. Nowo utworzona grupa została nazwana Harlan Cage. Debiutancka płyta, zatytułowana Harlan Cage zawierała 13 utworów.

## Muzycy

### Obecny skład
- L.A. Greene – wokal, gitara
- Roger Scott Craig – chórek, klawisze
- Brian Peters – gitara basowa
- Richie Onori – perkusja
- Michael Langlan – gitara
- Billy Liesegang – gitara

### Byli członkowie
- Ron Wikso – perkusja
- Tommy Funderbunk – chórek
- Steve Porcaro – klawisze
- Michale turner – gitara
- Hans Fleder – perkusja
- Uri Yamato – gitara basowa

## Dyskografia

### Albumy studyjne
- 1996 Harlan Cage
- 1998 Double Medication Tuesday
- 1999 Forbidden Colors
- 2002 Temple of Tears[2]

### Kompilacje
- 2004 – The Best of Harlan Cage[2]